# Tranquillo Barnetta
Tranquillo «Quillo» Barnetta (* 22. Mai 1985 in St. Gallen) ist ein ehemaliger Schweizer Fussballspieler. 

## Vereine

### Karrierestart in der Schweiz
Barnetta erlernte das Fussballspielen beim kleinen St. Galler Quartierverein FC Rotmonten. Sein Talent wurde früh erkannt, so dass er bald zum FC St. Gallen wechselte. Dort begann er 2002 seine Profi-Karriere und erkämpfte sich bereits als 17-Jähriger einen Stammplatz.

### Bayer 04 Leverkusen

#### Leihe zu Hannover 96
Zur Saison 2004/05 wechselte Barnetta zu Bayer 04 Leverkusen. Er wurde in seiner ersten Saison an den Ligakonkurrenten Hannover 96 ausgeliehen, um Spielpraxis zu erlangen. Er kam jedoch aus Verletzungsgründen nur auf sieben Einsätze, wobei ihm zwei Treffer gelangen.

#### Rückkehr nach Leverkusen
Vor der Saison 2005/06 kehrte er zurück zu Bayer 04 Leverkusen. Mit seinen sechs Saisontoren und sieben Torvorlagen gehörte er zu den Leistungsträgern seines Teams und war einer der Garanten für das Vorstossen auf Platz 5 in der Rückrunde und das Erreichen des UEFA-Cups. In der nachfolgenden Saison gelangen ihm zwar nur ein Tor und zwei Vorlagen, er war aber dennoch Stammspieler und stand in 30 Partien auf dem Platz. Auch in den folgenden Jahren blieb Barnetta eine feste Grösse in der Werkself und zeigte sich immer torgefährlich. In der Saison 2008/09 stiess der Schweizer mit Leverkusen bis in den Final des DFB-Pokals vor, in dem das Team dem SV Werder Bremen unterlag.
Die Saison 2010/11 begann Barnetta unter Trainer Jupp Heynckes wieder als Stammspieler, kurz nach Beginn der Rückrunde zog er sich jedoch in einem Testspiel einen Innenmeniskusriss zu, der ihn lange ausser Gefecht setzte. Erst am 27. Spieltag kehrte er wieder in die Mannschaft zurück und bestritt für den Rest der Saison keine vollständige Partie mehr. Es war das erste Jahr, in dem er weniger als 30 Ligaspiele für Bayer bestritt. Trotzdem erreichte er mit dem Team mit Platz 2 das beste Ergebnis seiner Karriere in der Bundesliga.
Vor dem Beginn der Saison 2011/12 zog er sich einen Muskelbänderriss zu. Deswegen fehlte er bis März 2012. Am 24. März 2012 gab er sein Comeback, als er am 27. Spieltag gegen Schalke 04 in der 71. Minute für André Schürrle eingewechselt wurde. Gegen den 1. FC Kaiserslautern und gegen Hertha BSC gelang ihm jeweils eine Torvorlage. Bis Saisonende absolvierte er insgesamt sieben Punktspieleinsätze, wobei er nur einmal über 90 Minuten spielte. Eine Verlängerung seines zum 30. Juni 2012 auslaufenden Vertrages lehnte Barnetta ab; er verliess Leverkusen nach acht Jahren.

### FC Schalke 04
In der Sommerpause 2012 verpflichtete der FC Schalke 04 Barnetta; er erhielt einen bis 30. Juni 2015 gültigen Vertrag. In seiner ersten Saison kam er auf 21 Einsätze in der Bundesliga, jedoch stand er nur zweimal in der ersten Elf und absolvierte nur ein Spiel über 90 Minuten. In keinem der drei Wettbewerbe erzielte er ein Tor, er gab lediglich eine Torvorlage in der Bundesliga. Gegen die Konkurrenz wie die erfahrenen Jefferson Farfán, Michel Bastos und Raffael oder die jungen Lewis Holtby, Julian Draxler sowie Max Meyer konnte er sich nicht durchsetzen und blieb hinter den Erwartungen zurück.

#### Leihe zu Eintracht Frankfurt
Am 2. September 2013 wurde Barnetta für den Rest der Saison an Eintracht Frankfurt ausgeliehen.

#### Rückkehr zu Schalke 04
Nach einem für Barnetta erfolgreichen Jahr bei der Eintracht kehrte er zur Saison 2014/15 zum FC Schalke 04 zurück, nachdem der Club mit Eintracht Frankfurt keine Einigung in Bezug auf eine weitere Ausleihe oder feste Verpflichtung hatte erzielen können. Am 23. September 2014 erzielte er beim 3:0-Auswärtssieg gegen Werder Bremen sein erstes Tor für Schalke. Dennoch spielte er in Jens Kellers Planungen keine grosse Rolle. Erst unter Roberto Di Matteo hatte er mehr Einsatzzeit und erzielte beim 4:1-Sieg gegen den 1. FSV Mainz 05 das 3:1. Beim 4:0-Auswärtssieg gegen den VfB Stuttgart trug er mit drei Torvorlagen zum Sieg der Schalker bei. Barnetta verlängerte seinen zum Saisonende auslaufenden Vertrag nicht.

### Philadelphia Union
Ende Juli 2015 wechselte er zu Philadelphia Union in die nordamerikanische Major League Soccer. Er unterschrieb einen bis Ende 2016 laufenden Vertrag.

### Rückkehr zum FC St. Gallen
Barnetta spielte seit dem 1. Januar 2017 wieder für den FC St. Gallen. Sein Vertrag lief bis Sommer 2019.
Am 23. April 2019 gab Barnetta per Ende Saison seinen Rücktritt bekannt.

## Nationalmannschaften

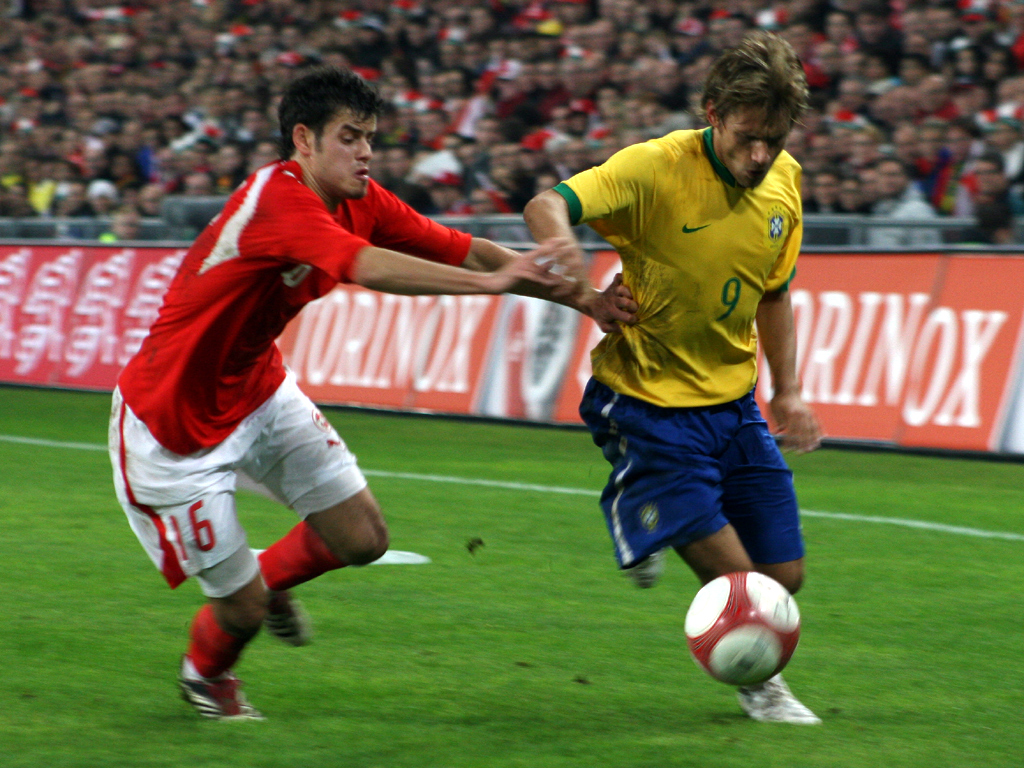
Barnetta beim Spiel Schweiz gegen Brasilien (2006)

Barnetta durchlief sämtliche Schweizer Junioren-Nationalmannschaften. 2002 gewann er den U-17-Europameistertitel und nahm 2004 an der U-21-Europameisterschaft in Deutschland teil.
Er wurde Anfang Juni 2004 als Ersatz für den verletzten Johann Lonfat ins Kader der Schweizer A-Nationalmannschaft für die Euro 2004 berufen, kam im Turnier selbst aber nicht zum Einsatz. Sein Debüt in der Nati erfolgte dann im WM-Qualifikationsspiel gegen Irland am 8. September 2004.
Sein erstes Länderspieltor erzielte er am 1. März 2006 beim 3:1-Erfolg der Schweizer Mannschaft gegen Schottland in Glasgow zum zwischenzeitlichen 1:0. Am 19. Juni 2006 trug Barnetta im zweiten WM-Gruppenspiel gegen Togo mit einem Tor und einer Torvorlage zum 2:0-Sieg seiner Mannschaft bei.
Bei der EM 2008 und der WM 2010 gehörte er ebenfalls zum Kader der Schweizer Nationalmannschaft. Bei beiden Turnieren kam er in allen drei Vorrundenspielen der Schweizer zum Einsatz.
Bei der WM 2014 in Brasilien war Barnetta wie bei den Turnieren zuvor im Kader der Schweizer Nationalmannschaft, kam allerdings bei keinem Spiel zum Einsatz.

## Persönliches
Barnettas Eltern haben italienische Wurzeln, sein Urgrossvater war aus Italien in die Ostschweiz eingewandert. Neben der Staatsbürgerschaft der Schweiz besitzt Barnetta auch die italienische.
Seit seinem Rücktritt vom Profifussball ist er Hausmann und kümmert sich um die beiden Kinder, während seine Frau als Ärztin arbeitet.

## Erfolge

### Verein
Bayer 04 Leverkusen
- Deutscher Vizemeister 2011

### Nationalmannschaft
- U-17-Europameister 2002

## Auszeichnungen
- Schweizer Fussballspieler des Jahres: 2008